# Simona Fruzzetti
Simona Fruzzetti (Cascina, 31 marzo 1973) è una scrittrice e blogger italiana.

## Biografia
Ha esordito nel 2013 con il romanzo Il male minore. Successivamente ha pubblicato altri sette romanzi e vinto numerosi premi letterari tra cui il concorso L'insolito ospedale organizzato dall'Ospedale Niguarda, in collaborazione con la sezione Salute del Corriere della Sera. È stata finalista del premio Garfagnana in Giallo 2020 con il romanzo Io ti salverò per il quale è stata intervistata dal giornale italo-americano La voce di New York. Ha firmato il copione dello spettacolo teatrale Grembiuli e tacchi a spillo
Cura il blog A casa di Simo.

## Opere
Romanzi
- Il male minore, 2013
- Chiudi gli occhi, 2014
- Come hai detto che ti chiami?, 2017
- Io ti salverò, 2020
- Un tè con Mrs. Brown, 2022
- Buon Natale Mrs. Brown, 2022
- Mi piaci, ti sposo e Parigi mon amour, 2023 (precedentemente pubblicati in versione digitale da Piemme Edizioni, 2015)
- Un camice di troppo, 2023
- La danza del falco, 2025

Racconti brevi
- L'angolo dei ricordi, 2023

Racconti lunghi
- Il mare fino a qui 2024

Racconti in antologie
- Per sempre in EuropaInsieme 2 - poesie e brevi storie, Ibiskos Ulivieri, 2006
- Una fattoria in giallo in Scritturafresca - racconti destinati ai ragazzi, Casa Editrice Jupiter, 2009
- Il segreto di Lillo in Scritturafresca - racconti destinati ai ragazzi, Casa Editrice Jupiter, 2009
- La riunione di condominio in Scritturafresca - racconti destinati ai ragazzi, Casa Editrice Jupiter, 2009
- Il primo amore non si scorda mai in Madame Europa - Intrecci di donna, Fusibilia Libri, 2019
- Il campanellino dimenticato in La Bici delle storie, Pacini Editore, 2021
- E poi venne il giorno in Il cielo sopra (progetto di solidarietà con Aibacomaps e La RosaAmaraaps), 2021

## Premi e riconoscimenti
- Concorso Letterario Nazionale Scrittura Fresca 2005: Primo Premio Assoluto con il racconto Una fattoria in giallo[1]
- Concorso Letterario Nazionale Scrittura Fresca 2006: Premio L'idea Singolare con il racconto Il segreto di Lillo[1]
- Concorso Letterario Internazionale Giovanni Gronchi 2006: Prima classificata con il racconto L'aquilone[1]
- Concorso Letterario Nazionale Andrea da Pontedera 2006: Prima classificata con il romanzo Il male minore[1]
- Concorso Letterario di Narrativa e Poesia Franco Bargagna 2006: quinta classificata con il racconto Per sempre[1]
- Concorso Letterario Internazionale Autori per l'Europa 2006: finalista con il romanzo Il male minore[1]
- Concorso Letterario Nazionale Scrittura Fresca 2007: Premio Speciale con il racconto La riunione di condominio[1]
- Concorso Letterario L'insolito Ospedale 2019: prima classificata con il racconto Come si fa negli ospedali[1]
- Premio Letterario Garfagnana in Giallo Barga Noir 2020: finalista con il romanzo Io ti salverò[1]
- Premio Letterario #Phototelling - Raccontami una foto - Ponte di Parole 2024: prima classificata con il racconto La festa.